# Carlos Palacios
Pour les articles homonymes, voir Palacios.
Carlos Palacios, né le 20 juillet 2000 à Renca au Chili, est un footballeur international chilien. Il joue au poste d'attaquant à Boca Juniors.

## Biographie

### En club
Né à Renca au Chili, Carlos Palacios est formé par l'Unión Española. Il fait sa première apparition en professionnel le 1er avril 2018 en championnat face à l'Unión La Calera, contre qui son équipe s'incline sur la plus petite des marges (1-0). Il inscrit son premier but le 5 octobre 2019, face à l'Universidad de Concepción, en championnat (1-1 score final).
Le 22 mars 2021, Palacios rejoint le SC Internacional sous forme de prêt d'un an avec option d'achat avec un contrat de trois ans à partir du 1er janvier 2022. À l'issue de son prêt, le SC Internacional choisi de lever l'option d'achat.
Le 11 avril 2022, Palacios s'engage en faveur du club de Vasco da Gama,. Il joue son premier match sous ses nouvelles couleurs le 28 avril 2022 contre l'AA Ponte Preta, en championnat. Il entre en jeu à la place de Nenê lors de cette rencontre remportée par son équipe (1-0).
Le 10 janvier 2023, Carlos Palacios fait son retour au Colo-Colo sous la forme d'un prêt jusqu'en décembre 2023. Le club dispose d'une option d'achat sur le joueur.
Palacios est l'auteur de son premier doublé avec Colo-Colo le 23 avril 2023, à l'occasion d'une rencontre de championnat face au CD Palestino. Titulaire, il ouvre le score au bout de sept minutes de jeu avant de s'offrir un doublé sur penalty en seconde période, permettant ainsi à son équipe de l'emporter par trois buts à un,. Le 4 juillet 2023, Palacios se fait remarquer lors d'une rencontre de coupe du Chili face à l'Unión La Calera en réalisant un triplé, le premier de sa carrière. Titulaire, il participe à la victoire de son équipe par six buts à un,,.
Palacios s'impose comme un joueur important de Colo-Colo et malgré un intérêt de Boca Juniors pour le recruter, il confirme en février 2024 qu'il poursuit sa carrière avec Colo-Colo.
Carlos Palacios quitte finalement Colo-Colo en janvier 2025 pour rejoindre Boca Juniors. Le transfert est annoncé le 14 décembre 2024 et il signe un contrat courant jusqu'en décembre 2029,.

### En sélection
En novembre 2020, Carlos Palacios est convoqué pour la première fois avec l'équipe nationale du Chili, par le sélectionneur Reinaldo Rueda pour les matchs éliminatoires de la Coupe du monde de football 2022. Il honore sa première sélection face au Venezuela, le 17 novembre 2020. Il entre en jeu ce jour-là à la place de Felipe Mora, et son équipe s'incline sur le score de deux buts à un.
Il est retenu dans la liste du sélectionneur Martín Lasarte pour disputer la Copa América 2021. Durant cette compétition Palacios joue deux matchs, dont le quart de finale perdu face au Brésil (1-0 score final).

## Statistiques

### En sélection nationale
| Saison                | Sélection             | Phases finales        | Phases finales | Phases finales | Phases finales | Éliminatoires CDM | Éliminatoires CDM | Éliminatoires CDM | Matchs amicaux | Matchs amicaux | Matchs amicaux | Total | Total | Total |
| Saison                | Sélection             | Compétition           | M              | B              | Pd             | M                 | B                 | Pd                | M              | B              | Pd             | M     | B     | Pd    |
| --------------------- | --------------------- | --------------------- | -------------- | -------------- | -------------- | ----------------- | ----------------- | ----------------- | -------------- | -------------- | -------------- | ----- | ----- | ----- |
| 2020-2021             | Chili                 | Copa América 2021     | 2              | 0              | 0              | 2                 | 0                 | 0                 | 1              | 0              | 0              | 5     | 0     | 0     |
| 2021-2022             | Chili                 | -                     | -              | -              | -              | 2                 | 0                 | 0                 | -              | -              | -              | 2     | 0     | 0     |
| 2024-2025             | Chili                 | -                     | -              | -              | -              | 3                 | 0                 | 0                 | -              | -              | -              | 3     | 0     | 0     |
| Total sur la carrière | Total sur la carrière | Total sur la carrière | 2              | 0              | 0              | 7                 | 0                 | 0                 | 1              | 0              | 0              | 10    | 0     | 0     |